# Azijski sršen
Azijski sršen (znanstveno ime Vespa velutina) je vrsta kožekrilcev iz družine pravih os, izvorno razširjena po Aziji, ki se v zadnjih letih kot invazivna vrsta širi po Evropi in Severni Ameriki. V novih okoljih povzroča skrb zaradi plenjenja medonosnih čebel, s čimer lahko povzroča škodo v čebelarstvu, ogroža pa tudi nekatere druge avtohtone vrste žuželk.

## Telesne značilnosti
Azijski sršen je temnejši in nekoliko manjši od navadnega sršena. Osebki so prepoznavni po temnorjavem do žametno črnem oprsju in temnih nogah s kontrastnimi rumenimi stopalci (tarsus). Tudi zadek je temen, pri čemer v populaciji nastopajo različne barvne forme. Samci (troti) se razlikujejo od samic po debelejših in daljših tipalnicah, medtem ko med delavkami in maticami ni zanesljivih razlik.
Populacije iz različnih delov izvornega območja razširjenosti se ločijo po vzorcu obarvanosti (prisotnosti rumenih znamenj). Azijske sršene, zanešene v Evropo, zaradi pretežno temne obarvanosti ponekod opredeljujejo kot podvrsto nigrithorax, vendar razlike ne podpirajo ločevanja na podvrste in jih opisujejo zgolj kot barvne forme.

## Življenjski krog
Gnezdo spomladi začne graditi matica, ki je preživela zimo, v drevesni krošnji, grmovju, pod napuščem stavbe ali včasih tudi pod zemljo. Prvo leglo predstavljajo ličinke delavk, ki se izležejo in pomagajo pri zbiranju hrane za nove ličinke ter obrambi. Čez poletje se tako kolonija povečuje in povprečno doseže več tisoč članov. Če je nuja zaradi pomanjkanja prostora ali uničenja prvega gnezda, se lahko prestavi v sekundarno gnezdo, ki je običajno v višji legi. Jeseni se pričnejo razvijati troti in sekundarne matice, ki se sparijo in odletijo drugam ustanovit lastne kolonije.

## Razširjenost in ekologija
Izvorno je azijski sršen razširjen po južnem delu Azije od Afganistana na zahodu prek Indijske podceline in Indokitajskega polotoka do južne Kitajske ter Tajvana na vzhodu. Nenamerno je bila vrsta vnešena na Korejski polotok, Japonsko otočje in, domnevno s pošiljkami kitajske keramike, v Evropo.
Glavni vir energije so ogljikovi hidrati, tako se azijski sršeni hranijo z nektarjem, drevesnim sokom, zrelimi sadeži ipd. (odvisno od dostopnosti), za rast in razvoj legla pa zbirajo živalsko hrano. V tem pogledu so generalistični oportunisti, saj izkoriščajo dostopnost hrane in bodisi lovijo druge primerne žuželke, bodisi zbirajo mrhovino. Z analizo plena so identificirali predvsem dvokrilce in kožokrilce, pa tudi stenice, hrošče, kobilice in druge žuželke. Kljub temu je opazna preferenca za čebele, saj naj bi le-te v Evropi predstavljale tretjino do dveh tretjin vnosa beljakovin. V iskanju hrane lahko letijo več kilometrov od gnezda.
Zaradi statusa invazivne tujerodne vrste v Evropi predstavlja azijski sršen skrb za čebelarstvo, čeprav vloga pri motnji propadanja čebeljih družin še ni zanesljivo potrjena. Medonosne čebele jim predstavljajo skoncentriran vir hrane, zato pogosto letajo okrog vhoda v panje in lovijo delavke, ki se zadržujejo ob njem. Azijske vrste čebel, kot je Apis cerana, imajo obrambne mehanizme, kot je obdajanje napadalca v kroglo in zadušitev, ki pa so pri medonosni čebeli slabše razviti in niso učinkoviti proti agresivnejšim sršenom. Poleg čebel naj bi zaradi kompeticije azijski sršen negativno vplival na navadnega sršena. Kadar se pojavlja blizu človekovih prebivališč, predstavlja nevarnost za zdravje pri ljudeh, alergičnih na pike.
Prvič so azijskega sršena v Evropi opazili leta 2004 na jugovzhodu Francije, od koder se je razširil po večjem delu države. Od leta 2010 se hitro širi tudi po sosednjih državah (Španija, Belgija, Italija, Nemčija) in širši regiji. Že leta 2003 so ga odkrili tudi v Južni Koreji, od koder naj bi leta 2012 dosegel Japonsko. V Sloveniji je leta 2014 vzbudila veliko pozornosti novica o morebitni najdbi na območju Pivke, vendar za zdaj ne kaže, da bi bila vrsta prisotna na Slovenskem. V Evropski uniji je uvrščen na seznam invazivnih tujerodnih vrst po uredbi 1143/2014, ki predpisuje stroge ukrepe za preprečevanje širjenja, enako po ustrezni zakonodaji na Japonskem.